# ジョンソン郡 (カンザス州)
ジョンソン郡（英: Johnson County）は、アメリカ合衆国カンザス州の東部にある郡である。カンザスシティ都市圏南西部の郊外に位置している。人口は60万9863人（2020年）で、州内最大である。郡庁所在地はオレイサであり、同郡で人口最大の都市はオーバーランドパークである。
2010年、雑誌「マネー」のアメリカ合衆国の生活に最良の都市100傑では、オーバーランドパーク市が第7位（2006年は第6位、2008年は第9位）、ショーニー市が第17位（2008年は第39位）に入った。同様に2008年のランキングではオレイサ市が第11位だった。

## 歴史
ジョンソン郡は政治家トマス・ジョンソンに因んで名付けられ、1855年にカンザス準州が設立した最初の33郡の1つだった。オレゴン・トレイル、カリフォルニア・トレイルおよびサンタフェ・トレイルが、隣接するミズーリ州インデペンデンスに始まり、郡内を通っていた。著名なガンマンのワイルド・ビル・ヒコックが暫く郡内に住んだことがあり、1858年にはモンティチェロ郡区の警官になった。「血を流すカンザス」の時期には、奴隷制度廃止運動家と奴隷制度擁護派の間の多くの戦いの舞台になった。1862年、隣接するミズーリ州からウィリアム・クァントリルが率いる南軍側ゲリラ部隊が、ジョンソン郡のオレイサやスプリングヒルの町を襲撃し、6人を殺し、多くの家や企業を破壊した。
ジョンソン郡は20世紀初期までほとんど田園地帯だったが、ミズーリ州カンザスシティ市に近い北東部で住宅地が発展を始めた。土地開発者のJ・C・ニコルズが多くの住人を惹きつけるためにミッションヒルズ・カントリークラブを建設した1914年にブームに火をつけ、ミズーリ州からカンザスに移ってくることを躊躇していた市民を移住させることとなった。この地の郊外開発は第二次世界大戦が終わるまで着実なペースで進められた。戦後は国内のどこでも起こっていたことだが、復員した兵士が家を求めてホワイト・フライトと呼ばれる郊外への進出を行ったことで、開発のスピードが加速された。1954年、アメリカ合衆国最高裁判所による「ブラウン対教育委員会裁判」の判決で学校における人種差別が撤廃され、ミズーリ州のカンザスシティで大きかったその影響から、さらにホワイト・フライトが加速されて、郡内への移住者を増した。ジョンソン郡は質の良い公共教育と家族向けの場所として評判を勝ち得た。この成長速度は1970年代にやや鈍化したが、1980年代半ばから再び成長を始め、1990年から2010年国勢調査の間では10年毎に人口が10万人ずつ増えた。

## 法と政府

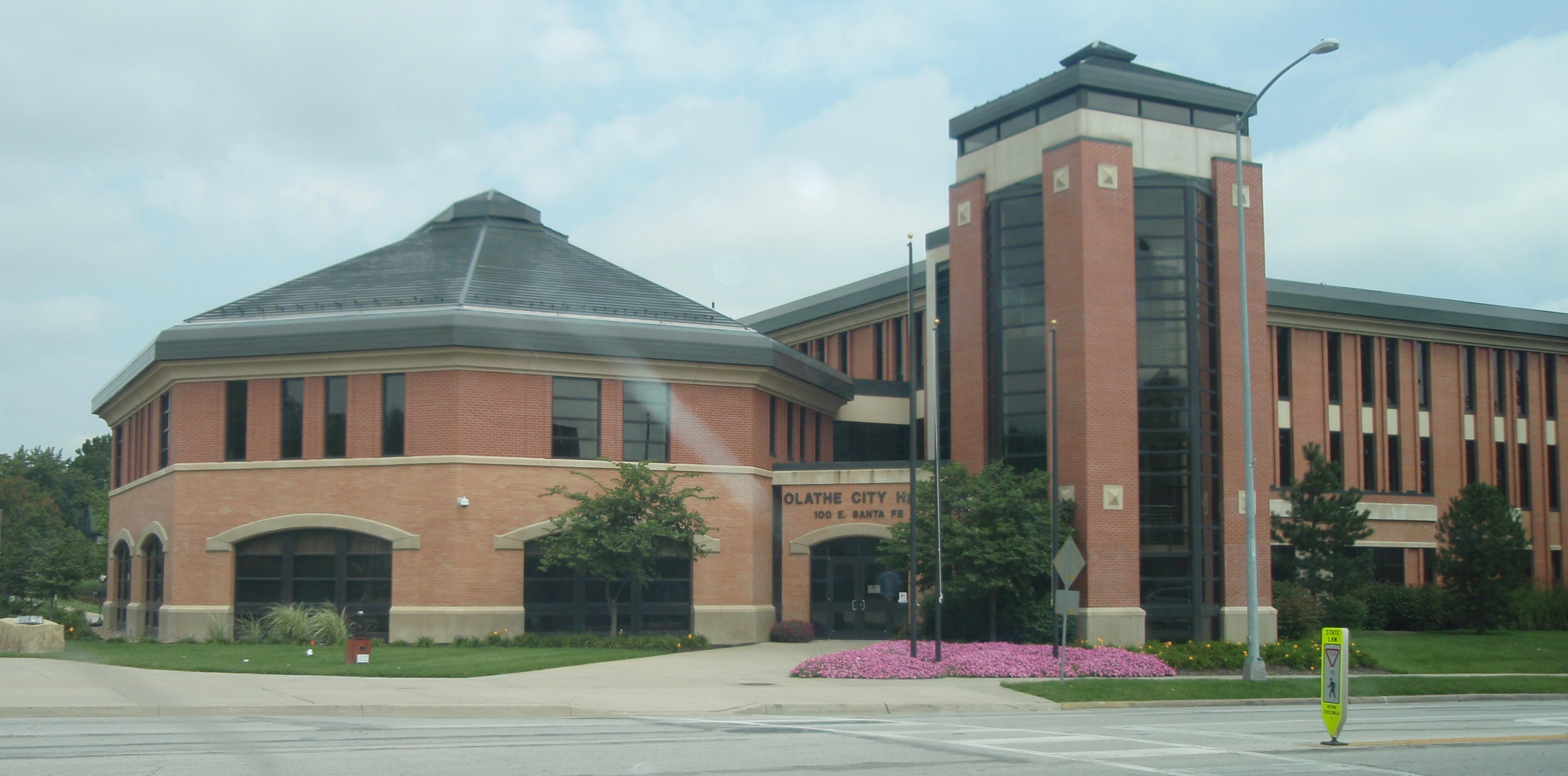
オレイサ市役所

### 法
ジョンソン郡はアルコールを禁じる、すなわち「ドライ」の郡だったが、1986年にカンザス州憲法が修正され、住民は投票で個人が嗜むアルコール飲料の販売を承認した。ただし、食料販売量の30％までという制限が付いた。

### 連邦議会
ジョンソン郡はアメリカ合衆国下院議員のカンザス州第3選挙区に入っており、2010年の中間選挙では共和党の議員を選出した。カンザス州は上院議員2人も共和党員が占めている。州内でも最も豊な郡として、共和党の堅い地盤になっている。2004年の大統領選挙ではジョージ・W・ブッシュが投票総数の61％を獲得した。1916年大統領選挙の民主党候補ウッドロウ・ウィルソン以来、ジョンソン郡が大統領選挙で民主党候補を支持したことはない。

### 州議会
ジョンソン郡は州議会下院議員22人、上院議員7人を送り出している。下院議員22人のうち21人が共和党員であり、上院議員7人全てが共和党員である。ジョンソン郡の共和党員の大半が中道派を自称しており、社会的には進歩的で財政的には保守的である。ジョンソン郡選出の上下両院議員は他地域の議員と論争を起こすことがあり、特に著名なものは2004年の教育予算に関する議論である。

### 郡政府と未編入領域
ジョンソン郡政府は選挙で選ばれる7人の郡政委員によって治められている。元オーバーランドパーク市長のエド・アイラートが現在の郡政委員会議長である。行政は6つの地区に分けられている。郡政府は郡内の未編入領域に司法権を及ぼし、法人化されている部分には限定付き司法権がある。例えば、土地利用規制、未編入領域の開発と地区分けに関する判断は、郡政府の責任であり、法人化された地域内のそのような判断はその資産が属する法人化都市の司法権が及ぶことになっている。
| 地区 | 領域   | 郡政委員                     | 任期          |
| ---- | ------ | ---------------------------- | ------------- |
| 1    | 北東部 | C・エドワード・ピーターソン  | 2015年1月12日 |
| 2    | 北部   | ジェイムズ・アレン           | 2014年1月14日 |
| 3    | 南東部 | デイビッド・リンドストローム | 2013年1月14日 |
| 4    | 東中部 | ジェイソン・オスターハウス   | 2015年1月12日 |
| 5    | 西中部 | マイケル・アッシュクラフト   | 2015年1月12日 |
| 6    | 西部   | カルビン・ヘイデン           | 2013年1月14日 |

### 法人化された都市
郡内には12の法人化された都市がある。

### 消費税
ジョンソン郡の消費税は6.4％であり、カンザスシティのあるワイアンドット郡の6.3％より僅かに高い。周辺の郡の消費税はジョンソン郡とほぼ同じ税率である。郡内各都市ではこの税率にさらに幾らかの上乗せをしている。

### 資産税
資産税は州税、郡税、市税および教育学区税の集合である。郡内の資産価値は州内の他地域に比べて高いので、資産税率は低い方である。
| 都市                 | 棚卸資産 | 不動産 | 自動車 |
| -------------------- | -------- | ------ | ------ |
| デソト               | 3.20     | 1.47   | 3.84   |
| ガードナー           | 3.39     | 1.56   | 4.07   |
| リーウッド           | 3.39     | 1.56   | 4.07   |
| レネックサ           | 2.75     | 1.26   | 3.30   |
| メリアム             | 2.57     | 1.18   | 3.08   |
| オレイサ             | 3.09     | 1.42   | 3.71   |
| オーバーランドパーク | 2.31     | 1.06   | 2.77   |
| プレーリービレッジ   | 2.71     | 1.25   | 3.25   |
| ショーニー           | 2.61     | 1.20   | 3.13   |

（注）幾つかの都市は複数の教育学区に分かれているので、複数の資産税率がある。上表の数字は各都市の住人の大半に適用されるものである。

## 地理

### 地形
ジョンソン郡は穏やかにうねっている地形である。カンザス川が郡の北西側境界になっている。標高は北から南に向かって高くなり、またカンザス川とミズーリ川から離れると高くなる。

### 水域
ジョンソン郡域にはミズーリ川の水系に属するカンザス川、ブルー川、メルダジーン川が流れている。カンザス州の北東部にあり、降水量は多い。その結果、郡内にはキル・クリークなど多くの小川がある。
キル・クリークは郡内南西部を北に流れ、デソト市でカンザス川に注ぐ。ミル・クリークは郡内中央部オレイサ市に発し、北に流れて、ショーニー市でカンザス川に注ぐ。ターキー・クリークとブラッシュ・クリークは郡内北東部に発している。ターキー・クリークは北東のワイアンドット郡に流れ、カンザス川に合流した後にすぐ、コーポイントでミズーリ川に入る。ブラッシュ・クリークは東北東に流れ、プレーリービレッジやミッションヒルズを通過してカンザスシティに入り、ウォード・パークウェイの中央からカントリークラブ・プラザを過ぎた後に、カントリークラブ・プラザの東、スウォープパークの北でブルー川に入る。インディアン・クリークはオレイサの南部に発し、トマホーク・クリークはオーバーランドパーク市南部に発している。どちらも北東のリーウッドで合流し、名称はインディアン・クリークとなり、州境を横切って、ミズーリ州カンザスシティのブルー川に注ぐ。ブルー川はジョンソン郡南部の田園地帯に発して北北東に流れ、郡南東部を通って、オーバーランドパーク市南部の151番通りとケネス道路の交差点東で州境を越える。さらにカンザスシティの南部と東部を流れてミズーリ川に合流する。ブルー・クリークとリトルブルー・クリークは郡南西部の田園地帯に発し、南に流れてヒルズデールに入り、マイアミ郡内を流れ、パオラでメルダジーン川に合流する。

### 植物相と動物相
ジョンソン郡は主にプレーリーの草原に属し、河川沿いでは森林地帯の並びがある。

### 陸地と水域の面積
アメリカ合衆国国勢調査局に拠れば、郡域全面積は480.15平方マイル (1,243.6 km2)であり、このうち陸地は476.78平方マイル (1,234.9 km2)、水域は3.37平方マイル (8.7 km2)で水域率は0.70％である。

### 隣接する郡
- ワイアンドット郡 - 北
- ジャクソン郡 (ミズーリ州) - 東
- カス郡 (ミズーリ州) - 南東
- マイアミ郡 - 南
- フランクリン郡 - 南西
- ダグラス郡 - 西
- レブンワース郡 - 北西

## 人口動態

2000人口ピラミッド

以下は2000年国勢調査による人口統計データである。
| 基礎データ - 人口: 451,086人 - 世帯数: 174,570 世帯 - 家族数: 121,675 家族 - 人口密度: 365人/km2（946人/mi2） - 住居数: 181,612軒 - 住居密度: 147軒/km2（381軒/mi2） 人種別人口構成 - 白人: 91.11% - アフリカン・アメリカン: 2.61% - ネイティブ・アメリカン: 0.33% - アジア人: 2.83% - 太平洋諸島系: 0.03% - その他の人種: 1.55% - 混血: 1.54% - ヒスパニック・ラテン系: 3.98% 先祖による構成 - ドイツ系：25.1％ - アイルランド系：12.2％ - イギリス系：12.0％ - アメリカ人：7.9％ 年齢別人口構成 - 18歳未満: 27.1% - 18-24歳: 7.6% - 25-44歳: 32.8% - 45-64歳: 22.5% - 65歳以上: 10.0% - 年齢の中央値: 35歳 - 性比（女性100人あたり男性の人口） - 総人口: 95.5 - 18歳以上: 92.0 | 世帯と家族（対世帯数） - 18歳未満の子供がいる: 36.0% - 結婚・同居している夫婦: 59.2% - 未婚・離婚・死別女性が世帯主: 7.8% - 非家族世帯: 30.3% - 単身世帯: 24.5% - 65歳以上の老人1人暮らし: 6.7% - 平均構成人数 - 世帯: 2.56人 - 家族: 3.09人 収入と家計 - 収入の中央値 - 世帯: 61,455米ドル - 家族: 72,987米ドル - 性別 - 男性: 49,790米ドル - 女性: 32,145米ドル - 人口1人あたり収入: 30,919米ドル - 貧困線以下 - 対人口: 3.4% - 対家族数: 2.1% - 18歳未満: 3.3% - 65歳以上: 3.6% |

## 都市と町

### 法人化された都市
都市名の後の数字は2010年国勢調査での人口を示す。
- オーバーランドパーク,* 173,372
- オレイサ, 125,872 - 郡庁所在地
- ショーニー,* 62,209
- レネックサ,* 48,190
- リーウッド,* 31,867
- プレーリービレッジ,* 21,447
- ガードナー, 19,123
- メリアム,* 11,003
- ミッション,* 9,323
- ローランドパーク,* 6,731
- ボナースプリングス, 7,314、約0.5平方マイル (1.3 km2) はジョンソン郡内、大半はワイアンドット郡とレブンワース郡にある
- デソト, 5,720
- スプリングヒル, 5,437
- フェアウェイ,* 3,882
- ミッションヒルズ,* 3,498
- エジャートン, 1,671
- ウェストウッド,* 1,506
- レイクキビラ,* 906、面積の4分の1はワイアンドット郡内、大半はジョンソン郡内
- ウェストウッドヒルズ,* 359
- ミッションウッズ,* 178

*郵便用識別地域であるショーニーミッションに含まれる都市。ショーニーミッションの本局はミッション市にある。

## その他の町
- ボニータ
- クレア
- オチェルツリー
- スタンリー
- スティルウェル

## 郡区
ジョンソン郡は当初9の郡区に分けられていたが、そのうち2つは独立した都市に併合されて消失した。すべての都市は「政治的に独立」と見なされ、下記郡区の数字からは外されている。下表で「人口中心」は最大都市であり、特に大きな数字でなければ、郡区の人口に含まれるものである。
| 郡区 | FIPSコード | 人口中心 | 人口  | 人口密度 /km2 (/sq mi) | 陸地面積 km2 (sq mi) | 水域 km2 (sq mi) | 水域率(%) | 座標                                                              |
| --- | ---------- | -------- | ----- | ---------------------- | -------------------- | ---------------- | --------- | ----------------------------------------------------------------- |
| オーブリー                                                                                              | 03225      |          | 5,440 | 43 (112)               | 126 (49)             | 0 (0)            | 0.31%     | 北緯38度46分48秒 西経94度41分4秒 / 北緯38.78000度 西経94.68444度  |
| ガードナー                                                                                              | 25450      |          | 2,143 | 21 (55)                | 102 (39)             | 1 (0)            | 0.53%     | 北緯38度49分7秒 西経94度54分31秒 / 北緯38.81861度 西経94.90861度  |
| レキシントン                                                                                            | 39800      |          | 1,315 | 10 (25)                | 135 (52)             | 2 (1)            | 1.79%     | 北緯38度55分0秒 西経95度0分13秒 / 北緯38.91667度 西経95.00361度   |
| マカミッシュ                                                                                            | 43625      |          | 878   | 8 (20)                 | 112 (43)             | 0 (0)            | 0.34%     | 北緯38度47分22秒 西経94度59分48秒 / 北緯38.78944度 西経94.99667度 |
| モンティチェロ                                                                                          | 47950      |          | 0     | 0 (0)                  | 0 (0)                | 0 (0)            | 0 %       | 北緯39度1分59秒 西経94度47分57秒 / 北緯39.03306度 西経94.79917度  |
| オレイサ                                                                                                | 52600      |          | 1,187 | 27 (70)                | 44 (17)              | 0 (0)            | 0.04%     | 北緯38度54分21秒 西経94度49分18秒 / 北緯38.90583度 西経94.82167度 |
| オクスフォード                                                                                          | 53825      |          | 2,020 | 121 (313)              | 17 (6)               | 0 (0)            | 1.54%     | 北緯38度49分58秒 西経94度40分54秒 / 北緯38.83278度 西経94.68167度 |
| ショーニー                                                                                              | 64525      |          | 0     | 0 (0)                  | 0 (0)                | 0 (0)            | 0 %       | 北緯39度1分51秒 西経94度47分47秒 / 北緯39.03083度 西経94.79639度  |
| スプリングヒル                                                                                          | 67650      |          | 2,059 | 29 (76)                | 70 (27)              | 0 (0)            | 0.30%     | 北緯38度46分35秒 西経94度48分55秒 / 北緯38.77639度 西経94.81528度 |
| Sources: “Census 2000 U.S. Gazetteer Files”. U.S. Census Bureau, Geography Division. 2012年4月1日閲覧。 |            |          |       |                        |                      |                  |           |                                                                   |

## 交通とインフラ
ジョンソン郡は郡内の大半で1マイル (1.6 km) 毎の道路が格子状に配されている。この格子が急速な成長と容易なアクセスを促してきた。州間高速道路435号線が郡内大半を通り、南北方向に開発に関する「境界」として機能している。435号線の東西方向部分は郡を南北に分けている。北側は古くから開発が進んだ地域であり、南側は急速に成長している地帯であり、大量の新しい家屋がある。
ジョンソン郡の格子状道路はジョンソン・ドライブ（55番通り近く）辺りで始まり、隣接するミズーリ州カンザスシティまで続いている。格子は南の175番通りまで続いているが、郊外開発は159番通り辺りで終わっている。
その他の主要道路として州間高速道路35号線があり、北東から南西に郡内を対角線で通っている。ミズーリ州カンザスシティ中心街近くから郡内に入り、オレイサとガードナーを抜けて行く。この道路の北はミネソタ州ダルース、南はアメリカ＝メキシコ国境に通じている。アメリカ国道69号線は州間高速道路635号線南端でワイアンドット郡から入っている。この道路の郡内の大半は高速道路である。南に向かうとフォートスコットに、さらに州内の南東部に通じている。

### 主要高規格道路
- 州間高速道路35号線 – 郡南西隅のフランクリン郡から北東にエジャートン、ガードナー、オレイサ、レネックサ、オーバーランドパーク、メリアム各市を通り、北東隅からカンザスシティ中心街に至る。
- 州間高速道路435号線 – 北のワイアンドット郡境から南にショーニーとレネックサ各市を通り、カンザス州道10号線に当たり、そこから東にオーバーランドパークとリーウッドを抜けてミズーリ州境に至る
- カンザス州道10号線 – 西のダグラス郡境から東にデソト、レネックサ、オレイサを抜けて州間高速道路435号線に当たる
- アメリカ国道69号線 – 南東のマイアミ郡境から北にスティルウェルとオーバーランドパークを通り、州間高速道路435号線から州間高速道路35号線に至る
- カンザス州道7号線 – 南のマイアミ郡境から北にスプリングヒル、オレイサ、レネックサ、ショーニーを経てワイアンドット郡に至る
- アメリカ国道56号線 – 南西のダグラス郡境から東にエジャートン、ガードナーを抜けて州間高速道路35号線に至る
- アメリカ国道169号線 – 南のマイアミ郡との境、オレイサで州間高速道路35号線に合流

### その他の主要道路
- ショーニーミッション・パークウェイ – ショーニー市でカンザス州道7号線と交差し、東のメリアム、ミッション、フェアウェイ、ミッションウッズを通り、ミズーリ州のウォード・パークウェイに合流する
- メトカーフ・アベニュー – マイアミ郡境からアメリカ国道69号線と平行に北に走り、スティルウェルとオーバーランドパーク、州間高速道路435号線、ショーニーミッション・パークウェイを過ぎて、ワイアンドット郡で州間高速道路435号線と同35号線に合流する
- 135番通り / サンタフェ通り – ミズーリ州カンザスシティ南部のミズーリ州道150号線でステートライン道路と交差し、西のスプーンクリーク道路に至る。オレイサ市内ではサンタフェ道路と呼ばれる。
- 175/179番通り – アメリカ国道56号線および州間高速道路35号線と交差し、175号線として東にフラム道路に至り、そこから南東に転じて179番通りとなり、東に進んでアメリカ国道69号線とメトカーフ・アベニューに至る
- 199番通り – エジャートンでアメリカ国道56号線と交差し、東にスプリングヒルとスティルウェルを通り、ミズーリ州境に至る
- 119番通り – オレイサ、オーバーランドパークおよび州間高速道路35号線を互いに繋ぐ幹線
- 151番通り – 州間高速道路35号線とアメリカ国道69号線を繋ぐ幹線であり、ジョンソン郡M幹部空港とグレートプレーンズ・モールに回る

### 公共交通機関
ジョンソン郡交通が公共交通であるバス便を運行している。

## 教育

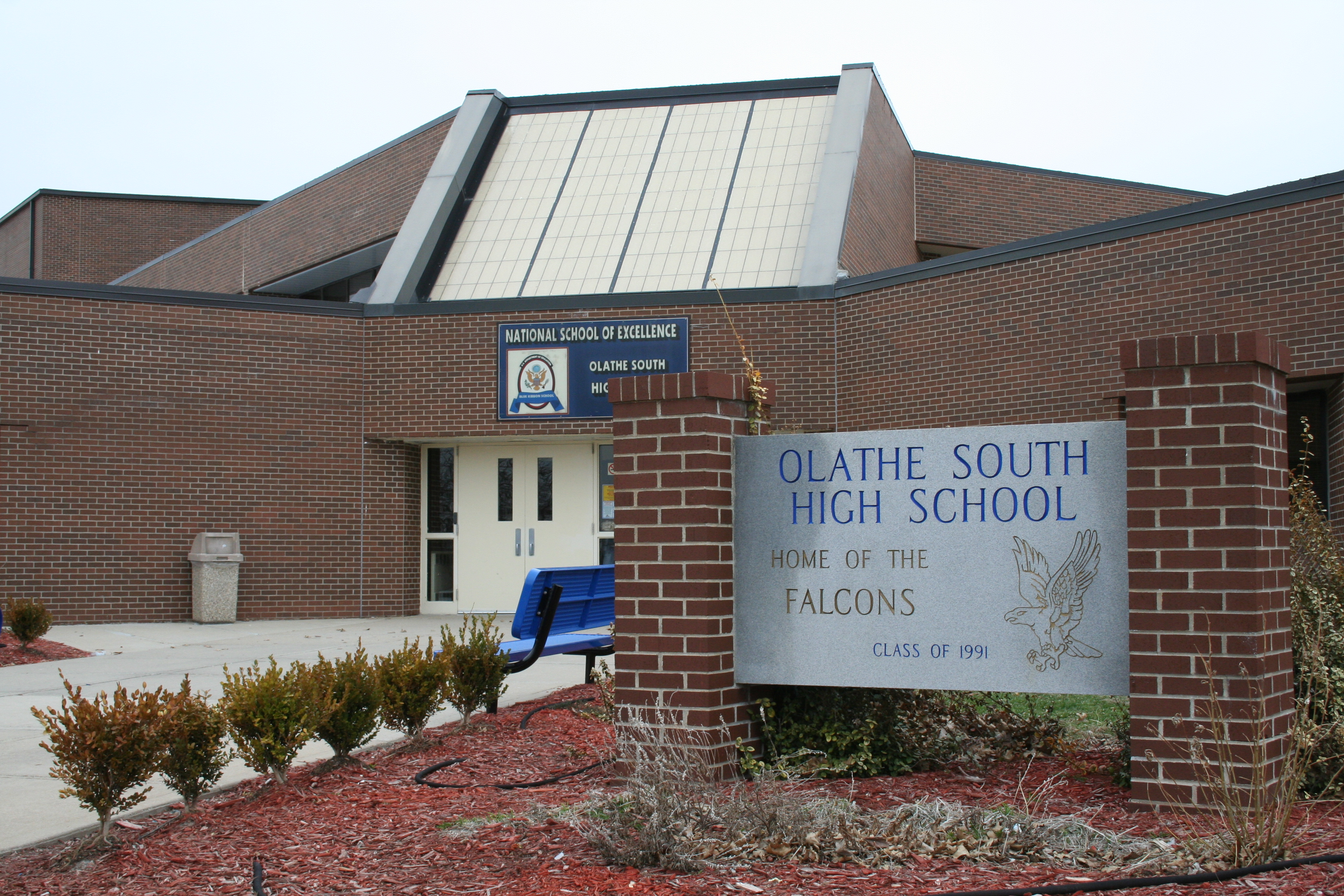
オレイサ南高校

### 統一教育学区
- ブルーバレー USD 229 (Web site)
- スプリングヒル USD 230 (Web site)
- ガードナー・エジャートン USD 231 (Web site)
- デソト USD 232 (Web site)
- オレイサ USD 233 (Web site)
- ショーニーミッション USD 512 (Web site)

### カレッジと大学

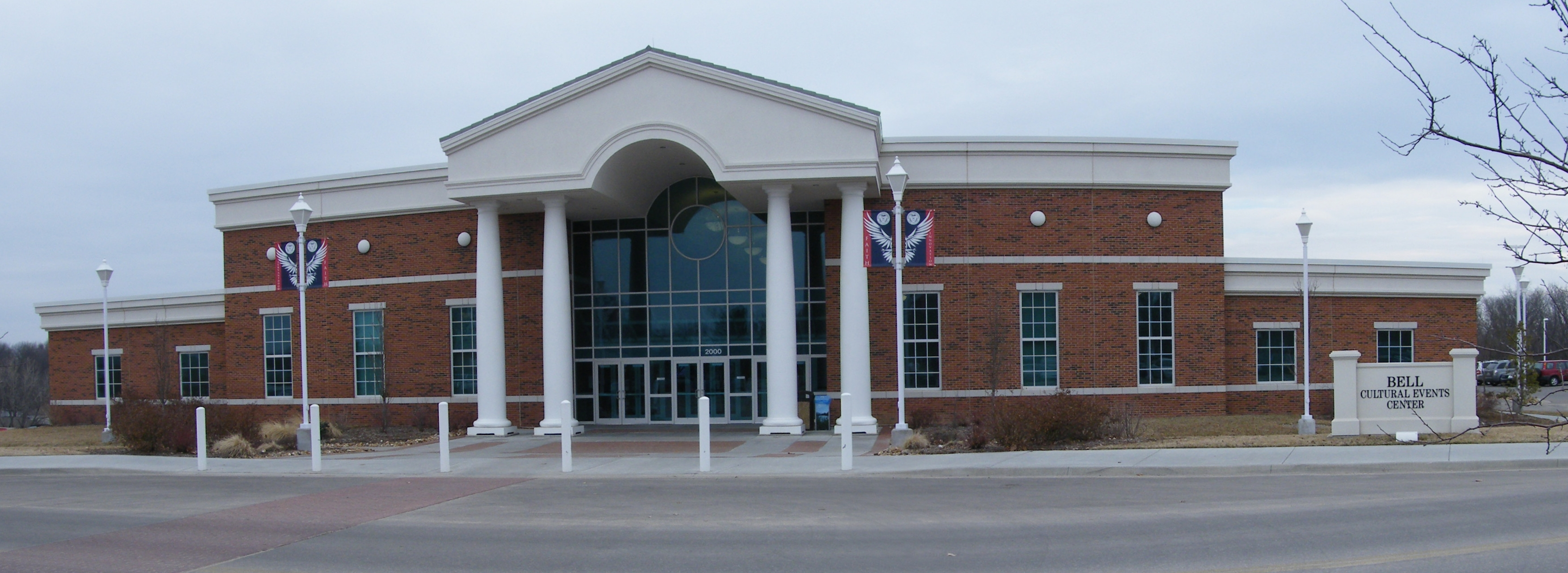
ナザレン教会世界本部、レネックサ市

- ジョンソン郡コミュニティカレッジ (Web site)
- カンザス大学エドワーズ校 (Web site)
- カンザス州立大学オレイサ校 (Web site)
- ミッドアメリカ・ナザレン大学 (Web site)